# Kardinalfisch
Der Kardinalfisch (Tanichthys albonubes) ist ein Zierfisch aus der Ordnung der Karpfenartigen (Cypriniformes). Er gehört zur Familie der Karpfenfische (Cyprinidae), zur Unterfamilie der Bärblinge (Rasborinae) und zur Gattung Kardinalfische (Tanichthys). Er wird im Deutschen auch als Kardinal oder Kardinälchen bezeichnet. Er wurde in Deutschland erstmals 1938 durch das Aquarium Hamburg eingeführt und stammt ursprünglich aus dem Süden Chinas.
Das Artepitheton albonubes leitet sich vom lateinischen albus, weiß und nubes, Wolke ab und bezeichnet den Fundort Baiyunshan Mountain (White Cloud Mountain, Weiße-Wolke-Berg).

## Erscheinung
Kardinäle werden 2,5–3,5 cm groß. Der Körper ist braungrün bis graugrün gefärbt mit hellerem Bauch. Die Männchen sind intensiver gefärbt als die Weibchen, die oft durch Laichansatz deutlich fülliger sind. Die Flossen sind grünlich oder gelblich gefärbt mit veränderlich starken roten Anteilen und weiß-grünen bis weißen Flossenspitzen. Die Schwanzflosse enthält an der Basis einen auffälligen schwarzen Fleck und enthält eine Rotfärbung. Der Körper zeigt in Längsrichtung ein auffälliges Leuchtband.
Der überstehende Unterkiefer ist meißelförmig, die Lippen sind dünn, am Maul befinden sich keine Barteln. Ein Seitenlinienorgan ist nicht vorhanden, die Anzahl Schuppen in einer lateralen Längsreihe beträgt 30–32.
Flossenformel: D III/6, A III/7–8, P I/9–11, V I/6.

## Verbreitung, Bestand und Gefährdung
Der Kardinalfisch ist disjunkt verbreitet. Das Hauptverbreitungsgebiet ist nahe dem nördlichen Wendekreis (Tropic of cancer), nördlich von Guangzhou. Er kommt in Bergbächen des Baiyunshan Mountain (White Cloud Mountain), im Gebiet von Huaxian, nahe Guangzhou in der Provinz Guangdong und bei Halong in der Provinz Quảng Ninh in Vietnam vor. Die Art schien in freier Natur ausgestorben, seit 1980 wurden in freier Natur keine Exemplare mehr gefunden. Erst im September 2003 wurde eine kleine, isolierte Population in einem Gebirgsgewässer nördlich von Guangzhou entdeckt. Weitere wilde Populationen wurden auf der Insel Hainan und von einem Küstenfluss gemeldet, der in die Halong-Bucht in Quảng Ninh, Vietnam mündet. Populationen der Art bei Hongkong und Shenzhen sind möglicherweise ausgestorben. Der Kardinalfisch gilt als selten, er kann allerdings auf Grund seiner geringen Größe leicht übersehen werden.
Die Vermehrung ist in Gefangenschaftshaltung einfach, in freier Natur ist der Kardinalfisch allerdings wenig produktiv. Die Art ist durch die Zerstörung der Wälder sowie durch die Bodenerosion von Bewässerungsdämmen gefährdet, da dadurch die natürlichen Gewässer verändert werden. Ein weiteres Problem ist die Umleitung von Wasserläufen für die Bewässerung von Reisfeldern.

## Lebensweise
In freier Natur bewohnt der Kardinalfisch klare, langsam fließende, dicht bewachsene Bäche. Er ernährt sich von Plankton, Meiobenthos und von den Larven aquatischer Insekten.

## Systematik
Gattung und Art wurden im Jahr 1932 durch Lin Shuyan erstmals wissenschaftlich beschrieben und nach Tan Kam Fei benannt, einem chinesischen Pfadfinderführer, der den Kardinalfisch entdeckte. Eine im September 2020 veröffentlichte Studie leitet aufgrund genetischer Daten acht monophyletische Gruppen innerhalb der bisher unter der Bezeichnung Tanichthys albonubes geführten Fische ab. Die Verfasser schlugen insgesamt sieben kryptische Arten im T. albonubes-Artenkreis vor. Die meisten davon seien äußerlich von Tanichthys albonubes nicht zu unterscheidende kryptische Arten.

## Haltung

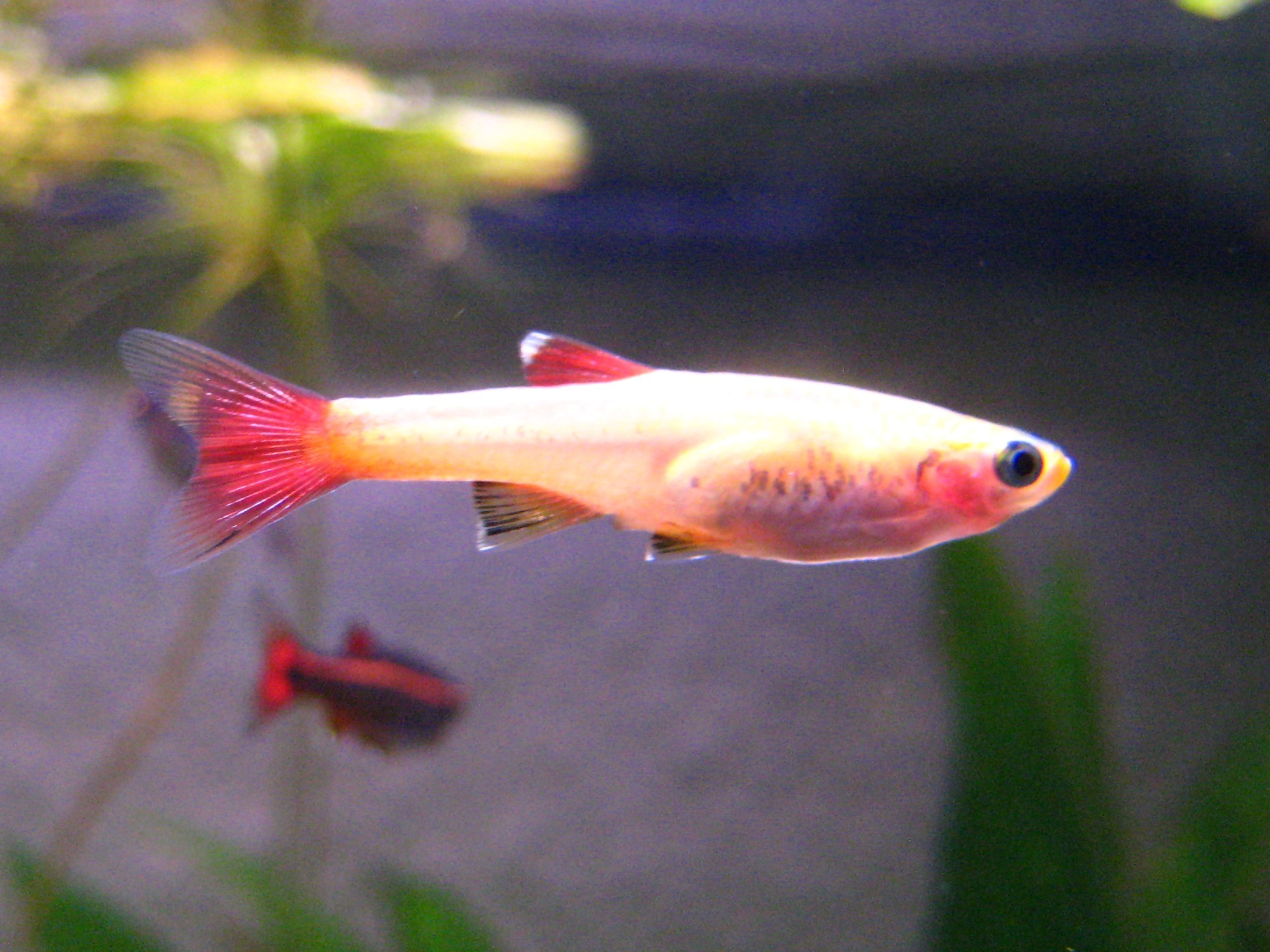
Gelbe Zuchtform (Tanichthys albonubes gold)

Kardinäle werden bereits seit vielen Jahren weltweit erfolgreich gezüchtet. Neben der Stammform existiert auch eine langflossige Schleierform. Da die Tiere genügsam, robust und fast überall für wenig Geld verfügbar sind, sind sie eine sehr gute Alternative zum Roten Neon (Paracheirodon axelrodi) und Neonsalmler (Paracheirodon innesi), wenn das Wasser für diese Salmler zu hart ist. Dadurch hat die Art auch den Beinamen „Arbeiterneon“ bekommen. Kardinalfische bevorzugen kühle Temperaturen bis 20 °C und vertragen bis unter 5 °C, sowie Wasserwerte von 6–8 pH und <30 Wasserhärte. Während die Kardinalfische eine relative Unempfindlichkeit gegen Schwankungen der Wasserwerte zeigen, bereiten ihnen hohe Temperaturen Probleme. Werden sie länger einer Wassertemperatur von über 23 Grad ausgesetzt, neigen sie schnell zu Erkrankungen. Damit eignen sie sich besonders für die Haltung in unbeheizten Aquarien, können aber auch in günstigen Lagen in Gartenteichen außer zur Übersommerung auch als Dauerbewohner über den Winter gehalten werden.
Kardinäle sollten nicht in Gruppen unter 10–12 Tieren und wie alle Fische nicht in Becken unter 60 cm Länge gehalten werden. Bei zu kleinen Becken oder zu vielen Männchen neigen die Männchen zeitweise zu ausgeprägten Rangkämpfen. Die Art sollte nur mit anderen kleinen und friedlichen Arten vergesellschaftet werden. Kardinälchen zeigen selber keine Aggressionen gegen andere Fische, außer Jungtieren, die eventuell als Futter betrachtet werden könnten. Sie benötigen, neben den oben genannten Wasserwerten, sowohl stark bewachsene Zonen im Aquarium als auch freien Schwimmraum für ihr Wohlbefinden. Sie akzeptieren pflanzliche und tierische Kost ebenso wie Futterflocken, Futtergranulat und jedes Frostfutter, das sie bewältigen können. Aufgrund der geringen Maulgröße empfehlen sich Cyclops und kleine Wasserflöhe. In den Sommermonaten können gesunde Populationen in Gartenteichen oder Miniteichen übersommern. Die Zucht erfolgt fast von allein. Bereits kurzfristiges Erhöhen der Wassertemperatur kann die Paarung auslösen. Aus den Eiern schlüpfen nach 36 bis 72 Stunden die Jungen, die erst mit Infusorien oder Staubfutter und dann (nach 12–14 Tagen) mit frisch geschlüpften Artemia aufgezogen werden. Die Tiere sind Freilaicher, eine Brutpflege findet nicht statt. Erwachsene Tiere stellen ihrer Brut trotz reichlicher Versorgung mit Lebendfutter gelegentlich nach. Bei passenden Wasserwerten und abwechslungsreicher Ernährung können die Tiere bis zu 9 Jahre alt werden.